# التكرار (الرياضيات)
التكرار في الرياضيات عبارة عن أن نقطة في نظام متحرك، إما نظام حركي أو عملية عشوائية، ستمر في النهاية بجميع أجزاء الفضاء التي يتحرك فيه النظام، بطريقة موحدة وعشوائية. وهذا يعني أن معدل سير النظام يمكن استنتاجه من مسار نقطة معينة كما يمكن لمجموعة كبيرة بدرجة كافية من العينات العشوائية في عملية ما أن تمثل معدل الخصائص الإحصائية للعملية بأكملها.